# Gertruda saska (1030–1113)
Gertruda saska (ur. ok. 1030, zm. 3 sierpnia 1113) – księżna holenderska, córka Bernarda II Billunga z Saksonii i Eiliki ze Schweinfurtu.
Dwukrotnie zamężna, po raz pierwszy z Florisem I Holenderskim a potem z Robertem I Fryzyjskim. Za Florisa wyszła ok. 1050 roku, mając ok. 20 lat. Za Roberta wyszła w 1063, dwa lata po śmierci pierwszego męża, gdy miała ok. 33 lata. Pełniła regencję za małoletności syna Dirka.
Z małżeństwa z Florisem doczekała się:
- Dirka V
- Berty Holenderskiej
- Adelajdy - żony Baldwina I de Guines
- Florisa - kanonika w Liège.
- Alberta - kanonika
- Piotra - kanonika

Z małżeństwa z Robertem urodziła:
- Adelę flandryjską
- Gertrudę flandryjską
- Ogivę - opatkę w Mesen
- Roberta II Jerozolimskiego